# Mercer County Courthouse (Illinois)
El juzgado del condado de Mercer, ubicado en la calle 3rd sureste (ruta 17 de Illinois) en Aledo, es el juzgado del condado que sirve al condado de Mercer, Illinois. Fue autorizado en 1893 para adaptarse a las necesidades del condado en crecimiento y se completó el año siguiente. El arquitecto Mifflin E. Bell diseñó el edificio del Renacimiento románico; más tarde amplió los mismos planes para diseñar el palacio de justicia del condado de DuPage. De piedra arenisca, tiene tres pisos y entradas arqueadas en los cuatro lados. Una torre de reloj se eleva sobre el centro del edificio y varias buhardillas se proyectan desde los lados del techo.
se agregó al Registro Nacional de Lugares Históricos el 17 de junio de 1982. 